# Křížová výprava proti Barbastru
Výprava proti Barbastru v roce 1064 bylo společné válečné tažení křesťanských spojenců se souhlasem papeže Alexandra II. proti muslimskému městu Al-Barbitanya (dnešní Barbastro) na severovýchodě Pyrenejského poloostrova v době španělské reconquisty. Výprava byla jakýmsi pomyslným předchůdcem pozdějších křížových výprav. Někteří historici považují tažení spojeneckých vojsk za skutečnou křížovou výpravu, například historik Ramón Menéndez Pidal ji označil za „křížovou výpravu před křížovými výpravami“, přestože se odehrála dříve před vypuknutím všech známých křížových výprav, byla to historicky první výprava nadnárodní povahy, která byla organizována papežem. 

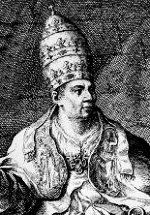
Papež Alexandr II.

Jak moc se výprava podobala pozdějším kruciátám zůstává otázkou. Severošpanělské město bylo součástí muslimského taifského státu Lérida. Na jeho dobytí se shromáždilo početné vojsko složené z dobrovolníků z celé západní Evropy. Zúčastnili se jí zejména Francouzi, Burgunďané, italští Normané, ze Španělů místní Katalánci a Aragonci. Výpravě předcházela série náboženských kázání ve Francii na její podporu. Účastníci pocházeli z různých zemí a zřejmě byli motivováni společnou vírou a stejným cílem, navíc k ní došlo s papežovým přispěním, to všechno se podobá pozdějším křížovým výpravám. Největší sílu této armády tvořili francouzští rytíři.
Největšímu kontingentu velel Vilém VIII., vévoda akvitánský. Papežský kontingent tvořený Italy a Normany vedl normanský šlechtic Vilém z Montreuilu. Španělům velel Sancho Ramírez, král aragonský a navarrský, jehož říše byla z jihu ohrožována Maury.
Akvitánský vévoda Vilém VIII. přešel s armádou Pyreneje a připojil se ke Kataláncům v Gironě. Odtud pochodovali dál, obešli Graus, který předtím dvakrát odolal útoku Maurů, dál pokračovali až k městu Al-Barbitanya, tehdy části taify Lérida, které vládl emír al-Muzzaffar. Město bylo po čtyřicet dní obléháno, dokud se dle muslimských i křesťanských zdrojů nevzdalo. Spojenci město dobyli, pozabíjeli jeho obyvatele a posbírali kořist. Zločiny páchali po dobytí města zejména Normané, a to tak, že jejich řádění vyvolávalo u jejich katalánských a aragonských spolubojovníků znechucení.
V následujících letech však Aragonské království opět město ztratilo. Spojenectví Viléma VIII. s jeho španělskými sousedy bylo jeho politickou prioritou, jak ostatně naznačují i sňatky všech jeho dcer se španělskými králi.